# لقاء (قصة قصيرة)
لقاء (بالإنجليزية: An Encounter)‏ قصة قصيرة من تأليف الكاتب الأيرلندي جيمس جويس. نُشِرت القصة للمرة الأولى في عام 1914 مُضمَّنة في مجموعة جويس القصصية «ناس من دبلن» (Dubliners).

## القصة
تتابع القصة صبياً - وهو الراوي - يتغيَّب عن المدرسة مع صديقه «ماهوني»، ليذهب إلى الشاطئ، بحثاً عن المغامرة في حياتهما المُملَّة، وعلى لسان الراوي: «أصبحت محاكاة الحرب في المساء تُسئِمني كسأمي من رتابة الجور المدرسي في الصباح، لأنَّني أردت أن تحدث لي مغامرة حقيقية، لكنَّني فكَّرت أن المغامرات الحقيقية لا تحدث للذين يبقون في منازلهم، بل يجب أن يبحثوا عنها بعيداً». بقيَّة القصة تتمحور حول رحلتهما، والعامة من الناس من تعرفا عليهم، وفي القصة مظاهر اجتماعيَّة عديدة يستطيع الراوي في إشارةٍ إلى بلوغه تفهُّم بعضاً منها. يظنُّ الأطفال الآخرون أنَّ الراوي وصديقه من البروتستانت، ويلاحظ الراوي أنَّ الأطفال في هذه المنطقة عنيفون وفي فقر مدقع. وفي نهاية اليوم يمرُّ الاثنان برجلٍ كان يقيِّم عمرهما، وعندما يمران به يستوقفهما ويخبرهما بقصص رومانسية، وفي مرحلة معينة يستأذن الرجل من الصبيان أن يعذرانه، ويُوحَى إلى القارئ تلميحاً ضمنياً أن الرجل كان يستمني قبل عودته للأولاد، ومن ثمَّ يبدأ في حديث طويل عن العقوبات الجسدية كالضرب. يبدأ الراوي بالإحساس بعد الارتياح، ويتطلَّع إلى صديقه ويعترف بأنَّه يستشعر نوايا سيئة من هذا الرجل.
لا تصرح القصة أن الرجل كان يستمني، ولكن السرد يُلمِّح إلى هذه الحقيقة، وهو أسلوب معهود عن جويس في أعماله الأخرى. تصف القصة كثيراً من المظاهر الاجتماعية لمدينة دبلن في تلك الفترة كالصراع بين الكاثوليك والبروتستانت، والفقر، وفسوق كبار السن، ومعاملة الأجانب، وبدء النظام المدرسي.